# Neurellipes meander
Neurellipes meander är en fjärilsart som beskrevs av Carl Plötz 1880. Neurellipes meander ingår i släktet Neurellipes och familjen juvelvingar. Inga underarter finns listade i Catalogue of Life.